# Coty Sensabaugh
Coty Sensabaugh (Kingsport, 15 novembre 1988) è un ex giocatore di football americano statunitense che ha militato nel ruolo di cornerback nella National Football League. Fu scelto nel corso del quarto giro (115º assoluto) del Draft NFL 2012 dai Tennessee Titans. Al college ha giocato a football a Clemson.

## Carriera

### Tennessee Titans
Sensabaugh fu scelto nel corso del quarto giro del Draft 2012 dai Tennessee Titans. Nella sua stagione da rookie disputò tutte le 16 partite, 3 delle quali come titolare, mettendo a segno 31 tackle e 3 passaggi deviati. Altri 31 tackle li fece registrare nell'annata successiva.

### Pittsburgh Steelers
Dopo avere militato nei Los Angeles Rams e nei New York Giants nel 2016, il 20 marzo 2017 Sensabaugh firmò un contratto biennale con i Pittsburgh Steelers.

## Vita privata
Coty è il cugino di Gerald Sensabaugh, ex safety dei Dallas Cowboys e dei Jacksonville Jaguars.